# Caution (álbum de Mariah Carey)
Caution es el decimoquinto álbum de estudio de la cantante estadounidense Mariah Carey, lanzado el 16 de noviembre de 2018 en Estados Unidos por la compañía discográfica Epic Records. Debutó en el número 5 en el Billboard 200 vendiendo alrededor de 51.000 copias en su primera semana de lanzamiento, cantidad que le permitió alcanzar la posición número 1 en la lista Billboard Top R&B/Hip-Hop Albums.  Caution también es el decimoquinto álbum de estudio de Carey que llega al Top 10 del Billboard 200 de forma consecutiva, desde su álbum debut Mariah Carey lanzado en 1990.
El disco tuvo una buena recepción crítica que incluso ocupó el primer lugar en algunas listas de fin de año de los mejores álbumes de 2018, como las revistas Idolator y Paper. Sin embargo, fue el disco menos vendido de la cantante hasta el momento, logrando apenas llegar al top 20 en las listas de Canadá, España y Australia; el top 30 en Grecia, Japón y Portugal; y el top 40 en Reino Unido y Nueva Zelanda. También se convirtió en el disco con la menor cantidad de semanas dentro del Billboard 200, permaneciendo ahí por tres semanas, y salió de la lista en su cuarta semana.
Se lanzaron dos sencillos para el álbum: "With You" y "A No No", incluyendo los sencillos promocionales "GTFO" y "The Distance" (a dúo con Ty Dolla Sign). Para promover el álbum, se embarca en una nueva gira mundial, 
denominado "Caution World Tour", que fue iniciado en 2019 y recorrerá varias ciudades de Estados Unidos, Canadá y México, así también recorrerá algunos países de Europa.

## Antecedentes y desarrollo
En mayo de 2014, fue lanzado el disco Me. I Am Mariah... The Elusive Chanteuse por la discográfica Def Jam. A pesar de las críticas positivas, fue el disco menos vendido de la artista en los Estados Unidos. También se convirtió en el último proyecto lanzado con Universal Music Group antes de su salida en enero de 2015.
En febrero de 2015, firma con Epic Records, lo cual también significa el regreso de la cantante a Sony Music y lanza una edición actualizada de sus sencillos número uno titulado, #1 to Infinity. La residencia que lleva el mismo nombre inició en Las Vegas en mayo de ese año, lo cual la residencia fue extendida a 2016 y 2017. Luego de su famosa gira mundial The Sweet Sweet Fantasy Tour, los últimos shows de la residencia y su participación en la gira All The Hits Tour con Lionel Richie, Carey empieza a grabar para su decimoquinto álbum de estudio a finales de 2017. 
La primera vez que Carey anunció el álbum fue durante marzo de 2017 en una entrevista con la revista W Magazine. Luego, Carey publicó varias fotos en el estudio de grabación en sus redes sociales entre finales de 2017 y mediados de 2018. En junio de 2018, Carey habló de su nueva música en el programa Jimmy Kimmel Live!. Durante ese lapso, Carey firma un acuerdo con Roc Nation Entertainment para su próxima residencia en Las Vegas: The Butterfly Returns. Durante uno de los shows de dicha residencia, Carey anunció el lanzamiento de un nuevo álbum a finales de 2018. Las grabaciones finalizaron en agosto de ese año.
Luego del álbum recopilatorio #1 to Infinity en 2015, Caution es el primer álbum de estudio desde Rainbow y el octavo en general en ser lanzado con Sony Music.

## Recepción crítica
Caution fue recibida con aclamación crítica. En Metacritic, que asigna una calificación normalizada de 100 a las revisiones de publicaciones principales, el disco recibió una calificación promedio de 82, según nueve revisiones, que indican "aclamación universal". Maura Johnston de Pitchfork sintió que el registro representaba una "celebración de su estado de diva definitiva" de la marca musical de Carey.
La revista Rolling Stone escribió que Carey ha hecho el mejor álbum de la década al tomar control de ella. 
Andy Kellman de AllMusic escribió que los temas de Carey sobre "la seducción, la celebración, el recuerdo, la perseverancia y el rechazo" eran "altamente energizados". MusicOMH le dio una puntuación de cinco estrellas y declaró: "Carey es vulnerable y provisional, pero honesto y optimista acerca de embarcarse en un nuevo viaje".
Fue colocado en diferentes listas de fin de año como parte de los Mejores Álbumes de 2018, entre ellos las revistas Billboard, Rolling Stone y Vibe. Fue colocado de primero por las revistas Idolator y Paper.

## Recepción comercial
Caution se convierte en su decimoquinto álbum de estudio consecutivo en llegar al top 10 en los Estados Unidos desde su debut en 1990, y su decimocuarto en quedar entre las 5 primeras posiciones en el Billboard 200, siendo Glitter (2001) el único álbum de estudio que no llega al top 5. En la lista de álbumes Top R&B/Hip-Hop de Billboard se convierte en su octavo álbum de estudio en llegar al número 1. 
Sin embargo, a pesar de ser considerado uno de los mejores álbumes del 2018, Caution se convirtió en el disco menos vendido de la artista hasta el momento. Debutó en el número 5 en el Billboard 200 vendiendo alrededor de 51.000 copias en su primera semana. También debutó en el número 1 en la lista de álbumes Top R&B/Hip-Hop de Billboard. En su segunda semana, el disco vendió 14.000 copias en los Estados Unidos, llevando del número 1 al número 8, siendo reemplazado por su propio álbum de Navidad, Merry Christmas. Sin embargo, en el Billboard 200 logró ocupar solamente tres semanas en la lista, siendo quitada de ella en su cuarta semana, convirtiéndose en el álbum con el tiempo más corto dentro del Billboard 200.
Mundialmente, Caution tuvo éxito moderado, llegando al top 20 en Australia, Canadá y España; al top 30 en Japón, Portugal y Grecia; y al top 40 en Bélgica, Italia, Suiza, Países Bajos, Nueva Zelanda y Reino Unido. 
Este disco y el anterior, Me. I Am Mariah... The Elusive Chanteuse (2014), no llegaron a recibir certificación alguna que reconozca un mínimo de unidades vendidas.

## Sencillos
"With You", fue lanzado como el primer sencillo del álbum el 4 de octubre de 2018. Fue el primer sencillo oficial que no logra entrar al Billboard Hot 100, pero llega al número 7 de la lista Billboard Adult Contemporary. El sencillo llega al top 10 en Hungría, siendo el único país en donde entra la canción en las listas y convirtiéndose en su sencillo más exitoso en ese país desde su versión del tema "I Want To Know What Love Is" (2009).
"A No No", que inicialmente fue lanzado como sencillo promocional, se convirtió en el segundo sencillo oficial y fue lanzado el 4 de marzo de 2019. Se lanzaron remixes para la canción: la primera fue con la rapera Stefflon Don y la segunda fue con Shawni.
Aparte de estos dos sencillos, varios sencillos promocionales fueron lanzados, como "GTFO", lanzado en septiembre de 2018; y que logró llegar al top 20 en Hungría y al top 30 en Rusia. Otro sencillo promocional fue "The Distance", lanzado en octubre de 2018, que contó con la participación de Ty Dolla Sign.

## Promoción
Carey lanzó el primer sencillo promocional "GTFO" en los iHeartRadio Music Festival en septiembre de 2018. Posteriormente lanza el primer sencillo oficial "With You" en los American Music Awards en octubre de 2018. Durante el lanzamiento del álbum, Carey apareció en diversos programas de televisión como Good Morning America y The Tonight Show With Jimmy Fallon.
Para promover el álbum, Carey anunció una gira mundial por Norteamérica y Europa, "Caution World Tour" que se llevó a cabo desde febrero hasta agosto de 2019. Durante el lapso de la gira, Carey presentó su segundo sencillo "A No No" acompañado de un medley de sus grandes éxitos en los Billboard Music Awards en mayo de 2019.

## Lista de canciones
1. "GTFO" - 3:27
2. "With You" - 3:47
3. "Caution" - 3:15
4. "A No No" - 3:07
5. "The Distance" (con Ty Dolla Sign) - 3:27
6. "Giving Me Life" (con Slick Rick y Blood Orange) - 6:08
7. "One Mo' Gen" - 3:25
8. "8th Grade" - 4:48
9. "Stay Long Love You" (con Gunna) - 3:01
10. "Portrait" - 4:01

### Pistas adicionales
1. "Runway" - 3:41 (incluido en la edición japonesa del CD)
2. "Runway" (con KOHH) - 3:41 (incluido en la edición japonesa del CD)

## Posicionamiento en listas
| Lista (2018)                               | Máxima posición |
| ------------------------------------------ | --------------- |
| Alemania (Offizielle Top 100)              | 67              |
| Australia (ARIA)                           | 15              |
| Australia (ARIA Urban)                     | 2               |
| Austria (Ö3 Austria)                       | 54              |
| Bélgica (Ultratop Flandes)                 | 38              |
| Bélgica (Ultratop Valonia)                 | 37              |
| Canadá (Billboard)                         | 15              |
| Escocia (OCC)                              | 55              |
| Eslovaquia (ČNS IFPI)                      | 55              |
| España (PROMUSICAE)                        | 19              |
| Estados Unidos (Billboard 200)             | 5               |
| Estados Unidos (Billboard Top R&B/Hip-Hop) | 1               |
| Francia (SNEP)                             | 71              |
| Grecia (IFPI)                              | 25              |
| Irlanda (IRMA)                             | 63              |
| Italia (FIMI)                              | 35              |
| Japón (Oricon)                             | 30              |
| Nueva Zelanda (RMNZ)                       | 40              |
| Países Bajos (Álbum Top 100)               | 38              |
| Portugal (AFP)                             | 22              |
| República Checa (ČNS IFPI)                 | 55              |
| Reino Unido (OCC)                          | 40              |
| Reino Unido (OCC R&B)                      | 1               |
| Suiza (Schweizer Hitparade)                | 35              |
| Taiwán (Five Music)                        | 1               |